# RK Vardar

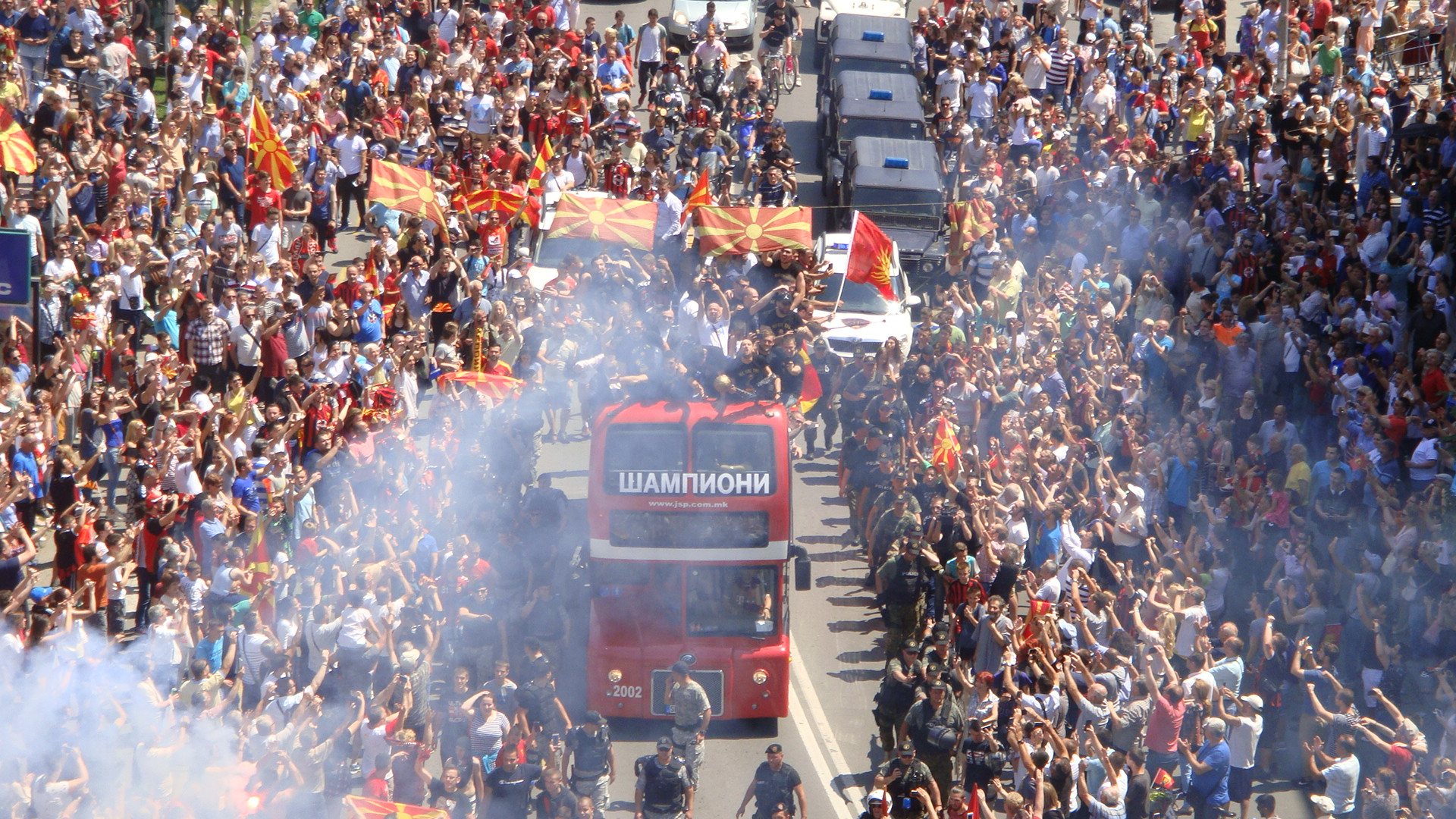
RK Vardar vid hyllningarna i Skopje efter Champions League-guldet 2017.

Rakometen klub Vardar (makedonska: РК Вардар, RK Vardar) är en handbollsklubb från Skopje i Nordmakedonien, grundad 1961. Lagets hemmaarena är Jane Sandanski Arena. Laget spelar i makedonska högsta ligan, regionala SEHA Liga och har deltagit många säsonger i EHF Champions League. 2017 blev de EHF Champions League-mästare, efter att ha vunnit över franska Paris Saint-Germain HB i finalen. 2019 var det dags att lyfta den åtråvärda EHF Champions League-pokalen igen då de vann över ungerska Veszprém KC.

## Spelare i urval
- Pavel Atman (2019–2020)
- Joan Cañellas (2016–2018)
- Luka Cindrić (2015–2018)
- Ivan Čupić (2016–2021)
- Timur Dibirov (2013–2022)
- Alex Dujshebaev (2013–2017)
- Igor Karačić (2012–2019)
- Dainis Krištopāns (2017–2020)
- Blaženko Lacković (2014–2016)
- Dejan Manaskov (2015–2016)
- Jorge Maqueda (2015–2018)
- Aleksej Rastvortsev (2013–2015)
- Borko Ristovski (2001–2003, 2010–2012)
- Arpad Sterbik (2014–2018)
- Michail Tjipurin (2013–2015)